# فرد. اولسن انرژی
فرد. اولسن انرژی (به نروژی: Fred. Olsen Energy) شرکت خدمات نفت و گاز نروژی است، که دفتر مرکزی آن در شهر اسلو قرار دارد. دفاتر بین‌المللی آن نیز در کشورهای انگلستان، برزیل، مکزیک، مجارستان، هند، ایالات متحده آمریکا و سنگاپور مستقر می‌باشند.
شرکت فرد. اولسن ارائه‌دهنده دکل‌های حفاری دریایی و نیز سایر خدمات مورد نیاز در توسعه میادین، تعمیر و ترمیم چاه‌های نفت و گاز را ارائه می‌کند. فعالیت‌های دیگر این شرکت شامل حفاری میادین مستقر در بخش‌های فلات قاره و نیز مهندسی و ساخت، که شامل کشتی‌سازی هارلند اند ولف ایرلند شمالی می‌باشد.
بزرگترین سهامدار این شرکت، خانواده اولسن است. رییس هیئت مدیره آن؛ آنت اولسن می‌باشد.